# 白江龍三
白江 龍三（しらえ りゅうぞう、1952年 - ）は、日本の建築家。埼玉県出身。白江建築研究所主宰。日本建築学会会員、東京建築士会会員の他、日本建築都市診断教会運営委員。
日本設計時代、東京都多摩動物公園昆虫生態館で、1989年第41回日本建築学会賞作品賞受賞。日本システムウエア山梨ITセンターで、グッドデザイン賞、日経ニューオフィス賞、免震構造協会賞作品賞受賞。カカシ米穀深谷工場オフィス棟で、日本建築家協会環境建築賞入賞。太田市立休泊小学校でBELCA賞受賞。金沢駅東広場でTHE CHICAGO ATHENAEUM　: Museum of Architecture and Design International Architecture Awards 2007、INTERNATIONAL ALUPROGETTO AWARD 2006 civil and industrial structures 部門 the first prize受賞。石川景観大賞受賞。カカシ米穀深谷工場オフィス棟で2004年建築・設備デザイン賞入賞。2004年、立正幼稚園で埼玉景観賞奨励賞受賞。

## 経歴
日本大学理工学部建築学科卒業、同大学大学院理工学研究科修士課程修了。
株式会社菅原建築事務所に勤務後、株式会社日本設計事務所に嘱託所属、株式会社エス・ディ・シーを経て、1987年に白江建築研究所を設立。
1993年〜1999年、日本大学理工学部非常勤講師。
1995年に日本建築都市診断協会設立。
1996年 ドローイングプロジェクト「赤と緑の比率」開始。
1997年 風呂&SAUNA 沐浴の原点と未来展 実行委員。
1998年〜2003年、前橋工科大学非常勤講師。
2000年、日本大学理工学部非常勤講師。2005年から前橋工科大学大学院非常勤講師就任。

## 作品

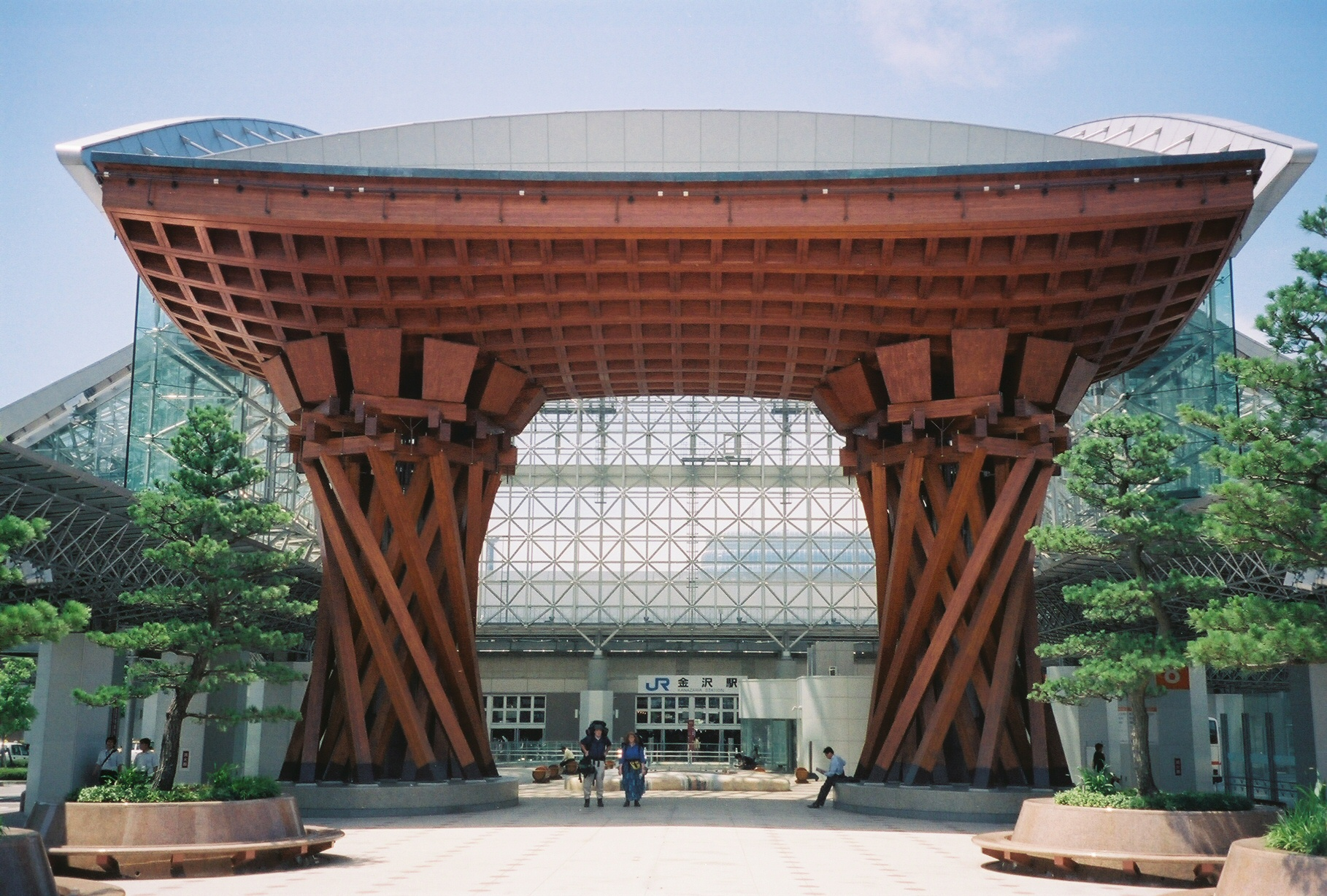
金沢駅東広場の鼓門

- 金沢駅東広場計画（株式会社トデックと。金沢市、1993年〜1998年)

元々はガラスや金属を用いて設計を進めていたが、基本設計がほぼ終了した時期の報告会で「木造や瓦屋根などの直接的に歴史性を感じさせるものが欲しい」という強い要望が出され木造の門を作ることになった。東広場は江戸時代に城下町として形成された旧市街地と、明治以後に形成された新しい市街地との境界に位置し、新しい金沢と古い金沢の結界の意味が込められている。また、少しずつ方向を変えて並ぶ斜めの柱は全体として全ての方向の地震力に合理的に抵抗できる形状で、背後にあるもてなしドームのアルミ合金やガラスとの素材感の対比もデザインの重要な要素となっている。石川県の伝統芸能「加賀宝生」の鼓がモチーフとなっている。
- カカシ米穀深谷工場オフィス棟プロジェクト
- 国立身体障害者リハビリテーションセンター改修
- 横浜検疫所輸入食品検疫センター改修（明野設備研究所と。国土交通省、2002年）
- 唐子小学校屋内運動場・体育館（東松山市、1996年〜1997年）
- 太田市立休泊小学校管理・普通教室棟大規模改修及び耐震補強設計等（日本建築都市診断協会らと。太田市、1997年〜1998年）
- 南地区市民活動センター（東松山市、1994年〜1994年）
- 東松山市総合会館（久米設計と。東松山市、1989年〜1990年）
- 東松山市民病院MRI室改修（東松山市、1994年）
- 東松山市庁舎改修（東松山市、1991年〜1992年）
- 太田市立休泊小学校耐震補強
- 水元中央公園便益施設及びポニースクールかつしか馬場改良（あい造園設計事務所と。葛飾区、1994年）
- 小田原フラワーガーデン薔薇のパーゴラ（あい造園設計事務所と。小田原市、1993年）
- 東京都光が丘公園便所補修（東京都、便所11棟、1998年）
- 東京都光が丘公園資材倉庫（東京都、1997年）
- 唐子中央公園体育館構造設計等（東松山市、1993年〜1994年）
- 通産省工業技術院繊維高分子研究所特殊実験棟（日本設計事務所と。通産省工業技術院、1987年）

## 著書
- 「建築計画を学ぶ」理工図書 2005
- 「建築設計資料95 環境共生建築特集」